# Sympherobius manchuricus
Sympherobius manchuricus is een insect uit de familie van de bruine gaasvliegen (Hemerobiidae), die tot de orde netvleugeligen (Neuroptera) behoort. 
Sympherobius manchuricus is voor het eerst wetenschappelijk beschreven door Nakahara in 1960.